# Duguetia peruviana
Espèce
Synonymes
- Aberemoa peruviana R.E.Fr.[1]
- Annona conifera Ruiz ex R.E.Fr.[1]

Statut de conservation UICN

 CR A4c; B1ab(iii) : 
En danger critique
Duguetia peruviana est une espèce de plantes à fleurs de la famille des Annonaceae trouvée en Équateur et au Pérou.

## Publication originale
- Publications of the Field Museum of Natural History, Botanical Series 4(7): 172. 1929.